# Furan (rzeka)
Furan – rzeka we Francji, przepływająca przez teren departamentu Loara, o długości 34,2 km. Stanowi prawy dopływ rzeki Loary.